# Židé
Židé (hebrejsky יְהוּדִים, Jehudim, sg. יְהוּדִי, Jehudi) jsou semitským národem pocházejícím z oblasti Blízkého východu. Kromě označení Židé jsou nazýváni též Izrael (hebrejsky Jisra’el) nebo Synové Izraele, Izraelité (hebrejsky Bnej Jisra’el). Občas se pro Židy používá i označení Hebrejové či Hebrejci (hebrejsky עברי, Ivri (sg.), עברים, Ivrim (pl.); rusky Jevrej). Nejstarší záznamy o existenci izraelského národa spadají do 2. tisíciletí př. n. l. Během 3000 let se Židé ze své pravlasti – Izraele – rozšířili do celého světa. Kromě národnostně-etnické skupiny tvoří Židé i skupinu náboženskou.
Pokud se píše s velkým prvním písmenem, označuje slovo Žid příslušníka židovského národa, tedy Žida v etnickém slova smyslu, zatímco žid (s malým písmenem) je příslušníkem židovského náboženství. Významy se do velké míry překrývají, protože židovské náboženství bylo původně náboženstvím národním a bylo jedním z určujících rysů příslušnosti k židovskému národu. Dalšími národními rysy bylo území státu Izraele a Palestiny a jazyk (hebrejština).

## Etymologie slova
Slovo „Žid“ přešlo do češtiny pravděpodobně německým zprostředkováním z italského Giudeo, které pochází z latinského Iudeus, respektive řeckého Ἰουδαῖος (Iudaios), podle hebrejského יְהוּדִי Jehudi, znamenající „judský“, „pocházející z Judska“, „Judejec“. V původním významu znamenalo „příslušník kmene Jehuda“ (Juda), viz Izraelský národ. Samotné jméno Jehuda znamená „Ten, jenž děkuje“ nebo „Ten, jenž vzdává chválu“.
Podobnou cestou, tedy přes řečtinu, přešel do češtiny i výraz „Hebrejec“ (z řeckého Ἑβραῖος, Hebraios), podle hebrejského עברי, Ivri. Kořen עבר znamená „překračovat“, „přecházet“. Může tedy odkazovat jak na kočovníky („Ti, kdo chodí sem a tam“) nebo na národ „z druhé strany (řeky)“ – v tomto případě Eufratu. Výraz Hebrejci se dnes používá především v souvislosti se starověkými kmeny nebo skupinami kmenů, které mluvily hebrejsky a které později vytvořily kmenové společenství Izrael.
Jméno „Izrael“ (hebrejsky ישראל, „Bůh bojuje“, „Ten, jenž zápasí s Bohem“), přesněji בני ישראל, Bnej Jisra’el, „Synové Izraele“, odkazuje v národnostním kontextu na celý izraelský národ, včetně deseti ztracených kmenů, v náboženském pak na celé společenství lidí uznávajících a věřících pouze v jednoho Boha Izraele. V současnosti je třeba odlišovat mezi slovem Izraelité, což se vztahuje na biblický národ, potažmo na příslušníka náboženské komunity; a Izraelci, což je označení občanů státu Izrael.

### V jazyce
V některých jazycích (jako například v češtině a němčině) se výrazem židovský krom neutrálních pojmenování typu židovský hřbitov (Judenfriedhof) dříve označovaly i některé předměty nebo skutečnosti, v jejichž označení mělo slovo židovský někdy odsudečný nebo výsměšný význam, např. mochyně (physalis) – židovská třešeň (Judenkirsche) nebo topinambury – židovské brambory (Judenkartoffeln).

## Kdo je Žid

### „Etnický Žid“
V judaismu bylo vždy náboženství úzce propojeno s myšlenkou vlastního národa a země. Ve starověku byli Židé (respektive Izraelci) vždy považováni za národ a na jejich náboženství nebyl kladen žádný zvláštní důraz. Změna přišla v poexilním období, zvláště pak během řecké a římské nadvlády, kdy začalo být židovství považováno za samostatné (a státem vesměs uznávané) náboženství, jehož hlavním nositelem je národ – Židé. V té době také roste počet konvertitů, tudíž se stávalo, že člověk židovského vyznání byl zároveň římským občanem.
V období středověku se zvláště v křesťanském a muslimském prostředí naopak národnostní princip v židovství vytrácí – Židé jsou považováni za náboženskou skupinu a zřeknutím se své víry nebo přestupem na jinou víru židy být přestávají. Pokřtěný žid již není brán jako žid, nýbrž jako křesťan.
Termín „židovské etnikum“ je poměrně nový a vychází až z nacionalistických tendencí během 19. století a je přímým důsledkem sekularizace společnosti, ve které přestalo hrát roli rozdělení náboženské a začalo naopak být důležité rozdělení národnostní. Uvnitř samotného judaismu existovaly v té době rozporuplné tendence. Některé skupiny dávaly přednost asimilaci (tyto skupiny považovaly židovství za projev víry, nikoli etnické či národnostní příslušnosti), jiné skupiny začaly klást důraz na národní svébytnost Židů (zvláště pod dojmem událostí, jako Dreyfusova aféra, která znamenala pro řadů příznivců asimilace zklamání) – z této skupiny se posléze zrodil sionismus.
K „židovské národnosti“ se bylo možno přihlásit např. v Sovětském svazu, kde v roce 1928 vznikl Židovský národní okruh nebo v meziválečném Československu ve snaze oslabit německou a maďarskou národnost.
První definici Žida na základě „rasy“ byla stanovena až v nacistickém Německu prostřednictvím tzv. norimberských zákonů. Tyto zákony definovaly jako Žida každého, kdo má oba rodiče Židy (Volljude). Člověk, který měl Židem jednoho z rodičů, byl považován za míšence prvního stupně (Mischling ersten Grades), člověk, který měl židovského jednoho prarodiče pak za míšence druhého stupně (Mischling zweiten Grades). Zákony dále rozebíraly případy, kdy byl jeden nebo oba rodiče či prarodiče míšenci prvního nebo druhého stupně. Všichni lidé, označení nacistickým režimem jako Židé (Volljuden) i míšenci (Mischlinge) byli během druhé světové války perzekvováni a v konečném důsledku měli být podle záměrů nacistů vyhlazeni.
Na karaimské židy se norimberské zákony nevztahovaly.
Po založení státu Izrael roku 1948 byl přijat zákon zaručující, že každý člověk, který byl nacisty a jejich rasovými zákony označen za Žida, a jako takový perzekvován, má právo odstěhovat se do Izraele, kde této nebo podobné perzekuci již vystaven nebude. Tato klauzule pak dala vzniknout Zákonu o návratu, podle kterého je každý, kdo má alespoň jednoho židovského prarodiče, považován Státem Izrael za Žida a je možné mu udělit občanství. Zákon o návratu se stal normou pro přijetí členů i pro řadu židovských obcí ve světě.
Nejvyšší soud Státu Izrael v roce 2013 rozhodl, že neexistuje „izraelská národnost“ (Izraelci), ale pouze Židé nebo Arabové.

### „Halachický žid“
| Židé a judaismus |
| Židé • Judaismus • Kdo je Žid |
| Ortodoxní • Konzervativní (Masorti) Progresivní (Reformní - Liberální) • Ultraortodoxní Samaritáni • Falašové • Karaité                                                                                            |
| Etnické skupiny a jazyky |
| Aškenázové • Sefardové • Mizrachim Hebrejština • Jidiš • Ladino • Ge'ez • Buchori |
| Populace (vývoj) |
| Evropa • Amerika • Asie • Afrika • Austrálie |
| Náboženství |
| Bůh • Principy víry • Boží jména 613 micvot • Halacha • Noachidské zákony Mesiáš • Eschatologie |
| Židovské myšlení, filosofie a etika |
| Židovská filosofie Cdaka • Musar • Vyvolenost Chasidismus • Kabala • Haskala |
| Náboženské texty |
| Tóra • Tanach • Mišna • Talmud • Midraš Tosefta • Mišne Tora • Šulchan aruch Sidur • Machzor • Pijut • Zohar |
| Životní cyklus, tradice a zvyky |
| Obřízka • Pidjon ha-ben • Simchat bat • Bar micva Šiduch • Svatba • Ketuba • Rozvod (Get) • Pohřeb Kašrut • Židovský kalendář • Židovské svátky Talit • Tfilin • Cicit • Kipa Mezuza • Menora • Šofar • Sefer Tora |
| Významné postavy židovství |
| Abrahám • Izák • Jákob • Mojžíš Šalomoun • David • Elijáš • Áron Maimonides • Nachmanides • Raši Ba'al Šem Tov • Ga'on z Vilna • Maharal                                                                           |
| Náboženské budovy a instituce |
| Chrám • Synagoga • Ješiva • Bejt midraš Rabín • Chazan • Dajan • Ga'on Kohen (kněz) • Mašgiach • Gabaj • Šochet Mohel • Bejt din • Roš ješiva                                                                      |
| Židovská liturgie |
| Šema • Amida • Kadiš Minhag • Minjan • Nosach Šacharit • Mincha • Ma'ariv • Musaf |
| Dějiny Židů |
| starověk • středověk • novověk |
| Blízká témata |
| Antisemitismus • Gój • Holocaust • Izrael Filosemitismus • Sionismus Abrahámovská náboženství |
| z • d • e |

Žid a žid nemusí být vždy jedno a totéž. Zatímco „etnickým Židem“ je nutné se narodit, židem podle židovského náboženského práva – halachy – je možné se narodit i stát. Tzv. halachickým židem je každý, kdo:
- se narodil židovské matce, která sama byla halachickou židovkou (u rabínských židů židovství se dědí matrilineárně, nikoli patrilineárně, jako je tomu např. u islámu),
- karaitské a falašské židovské obce (historicky ani halachu v době vzniku nepřijaly) uznávají pouze patrilienární nárok, stejně jako samaritánské kmeny (samaritánské kmeny se nepovažují však přímo za Židy, ale za Izraelce)
- každý, kdo podstoupil předepsaným způsobem gijur a konvertoval k judaismu. Konvertita je rovněž i státem Izrael uznán za člověka, kterému náleží právo návratu.

Z této definice vyplývá, že člověk, který měl např. židovského dědečka, je sice považován za Žida státem Izrael, nicméně není již považován za žida z náboženského hlediska – není započítáván do minjanu, není vyvoláván k Tóře a jeho náboženský status je stejný jako u jakéhokoli jinověrce.
Většina náboženských (věřících) židů nepovažuje „nehalachické židy“ vůbec za židy a „etnický“ charakter židovství víceméně neuznávají, rozhodující je pro ně halacha. Některé malé skupiny ultraortodoxních židů nejenže neuznávají nehalachické židy, ale neuznávají ani konvertity jako plnoprávné židy. Tato praxe je ovšem spíše výjimkou potvrzující pravidlo.

## Etnické rozdělení
Současné židovské obyvatelstvo je možné rozdělit dle původu a oblastí, kde Židé žili nebo žijí, a to následovně:
- Aškenázové – Židé, kteří pocházejí především ze střední a východní Evropy; tvoří více než 70 % světové židovské populace. Dnes žijí především v Izraeli (48 % populace), USA, Kanadě a Evropě.
- Sefardové – Židé pocházející z oblasti Španělska a středomoří. Dnes žijí v Izraeli (spolu s Mizrachim 52 % populace), ve Francii a v Latinské Americe.
- Mizrachim – Židé pocházející z arabských zemí, především Iráku, Íránu, Sýrie a Libanonu. Mezi Mizrachim se počítají i skupiny jako Berberští židé, Horští Židé a Židé Kavkazu, Kurdistánu aj. Hlavní centrum jejich populace je v Izraeli.

Tyto skupiny jsou odvozeny od rabínského judaismu. Kromě těchto velkých skupin existují ještě nerabínské skupiny, jejichž příslušníci tvoří komunity o několika stech až tisících členů. Jsou to např.
- Falašové – též Beta Israel, tzv. Černí židé, pocházející především z Etiopie
- Karaimové – karaimem je možné se výhradně narodit, nicméně náboženskou skupinou Karaité se můžete stát
- Samaritáni – potomci severoizraelských kmenů a mezopotámského obyvatelstva z 1. tis. př. n. l., sami sebe neoznačují za Židy, ale pouze za Izraelce
- Tejmanim – Židé z Jemenu
- Bnej Menaše – indičtí Židé odvozující svůj původ od kmene Menaše
- Ibo Bnej Jisrael – tzv. Igbo – Židé z Nigérie odvozující svůj původ od kmenů Gád, Zabulon a Menaše
- Kchaj-feng – čínští Židé

Tyto skupiny se od sebe mohou lišit dialektem hebrejštiny, používanými jazyky, kulturou včetně folklóru i náboženskými praktikami.

## Populace
Následující tabulka uvádí počet a procentuální zastoupení Židů podle národnosti v některých zemích a oblastech. Údaje jsou pouze orientační.
| země                   | židovská populace | celková populace | podíl Židů (%) | poznámky                                                                     |
| ---------------------- | ----------------- | ---------------- | -------------- | ---------------------------------------------------------------------------- |
| Spojené státy americké | 5 300 000         | 301 469 000      | 1,80           | [ 12 ] [ 13 ]                                                                |
| Izrael                 | 5 393 400         | 7 116 700        | 75,80          | [ 14 ]                                                                       |
| Evropa                 | 2 000 000         | 710 000 000      | 0,30           |                                                                              |
| Francie                | 494 000           | 64 102 140       | 0,80           | [ 13 ]                                                                       |
| Velká Británie         | 267 000           | 60 609 153       | 0,40           | [ 15 ]                                                                       |
| Rusko                  | 228 000           | 142 400 000      | 0,15           | Oblast bývalého Sovětského svazu. Počet podle některých odhadů mnohem vyšší. |
| Německo                | 220 000           | 82 310 000       | 0,30           | 100 000 členů židovských obcí                                                |
| Ukrajina               | 103 591           | 46 481 000       | 0,20           | [ 17 ]                                                                       |
| Maďarsko               | 80 000–100 000    | 10 053 000       | 0,8–1          | Především maďarsky mluvící, neologičtí, asimilovaní Židé                     |
| Belgie                 | 30 000            | 10 419 000       | 0,30           |                                                                              |
| Itálie                 | 30 000            | 58 883 958       | 0,05           |                                                                              |
| Kanada                 | 371 000           | 32 874 400       | 1,10           | [ 13 ]                                                                       |
| Guatemala              | 1 200             | 14 655 000       | 0,01           | [ 19 ]                                                                       |
| Turecko                | 30 000            | 72 600 000       | 0,040          | [ 15 ]                                                                       |
| Argentina              | 250 000           | 39 921 833       | 0,60           | [ 20 ]                                                                       |
| Brazílie               | 130 000           | 188 078 261      | 0,07           | [ 20 ]                                                                       |
| Jižní Afrika           | 106 000           | 47 432 000       | 0,20           | [ 20 ]                                                                       |
| Austrálie              | 126 000           | 20 788 357       | 0,60           | [ 21 ]                                                                       |
| Asie                   | 50 000            | 3 900 000 000    | 0,001          |                                                                              |
| Írán                   | 20 405            | 68 467 413       | 0,03           | Aktuální zprávy o pronásledování z roku 2024                                 |
| Mexiko                 | 40 000–50 000     | 108 700 000      | 0,04           | [ 20 ]                                                                       |
| Celkem                 | 15 871 000        | 6 453 628 000    | 0,25           |                                                                              |

## Jazyk
Hlavním dorozumívacím jazykem Židů byla ve starověku hebrejština. Ta později přešla do liturgického užívání a její funkci v běžné komunikaci přejala aramejština, případně řečtina nebo latina. Od babylónského zajetí se stalo nepsaným pravidlem, že Židé přijímali jazyk země, ve které žili. Kromě toho vytvořili a užívají vlastní jazyky – jidiš (směs hebrejštiny, středověké němčiny a slovanských výrazů), užívaná mezi aškenázskými Židy, a ladino (směs hebrejštiny a kastilštiny) používaná mezi Sefardy. Kromě těchto dvou jazyků ještě existují různé variace jako judeo-arabština nebo judeo-perština a judeo-turečtina (hlavně u Karaimů a Krymčaků) a judeo-afričtina u Falašů (jazyk ge'ez). Všechny tyto jazyky vznikly vzájemným ovlivňováním jazyků hostitelských zemí a hebrejštiny. Zvláštním jazykem je ge'ez, kterým se hovořilo v Etiopii před nástupem amharštiny a který zůstal jako liturgický jazyk etiopských Židů. Hebrejština se udržela jako jazyk literární. Na přelomu 19. a 20. století byla hebrejština obnovena jako živý jazyk v Izraeli (ivrit).

## Genetický původ
Testy DNA potvrdily, že většina moderních židovských komunit, včetně íránských, sefardských a aškenázských Židů, jsou potomci původního obyvatelstva, které žilo v období pozdního paleolitu v oblasti Levanty. Jednalo se o nositele kultury Natúfien, kteří Levant obývali před asi 12 tisíci lety a geneticky měli blízko k současným obyvatelům Jemenu, ale v dalších tisíciletích se smísili s migračními vlnami z Anatolie a Kavkazu. Jejich potomci byli starověcí semitští Kananejci, kteří v době bronzové žili na území Kanaánu, kde se dnes nalézají západní Sýrie, Libanon, Palestina a Izrael.
Stejný starověký levantský původ jako Židé mají arabsky mluvící populace Levanty, například Palestinci, Drúzové, Libanonci, Jordánci a Syřané. Sefardští Židé z Maroka a aškenázští Židé se odlišují tím, že mají asi 31–41% evropských genů. Jedná se o důsledek sňatků, které židovští muži, kteří v počátcích židovské diaspory migrovali do Evropy, uzavírali s místními ženami, které konvertovaly k judaismu. Etiopští Židé mají stejný východoafrický původ jako ostatní obyvatelé Etiopie, ale asi 20% jejich genetické výbavy je blízkovýchodního původu a vykazuje podobnost s moderními židovskými a arabskými populacemi a Kananejci z doby bronzové.

## Náboženství

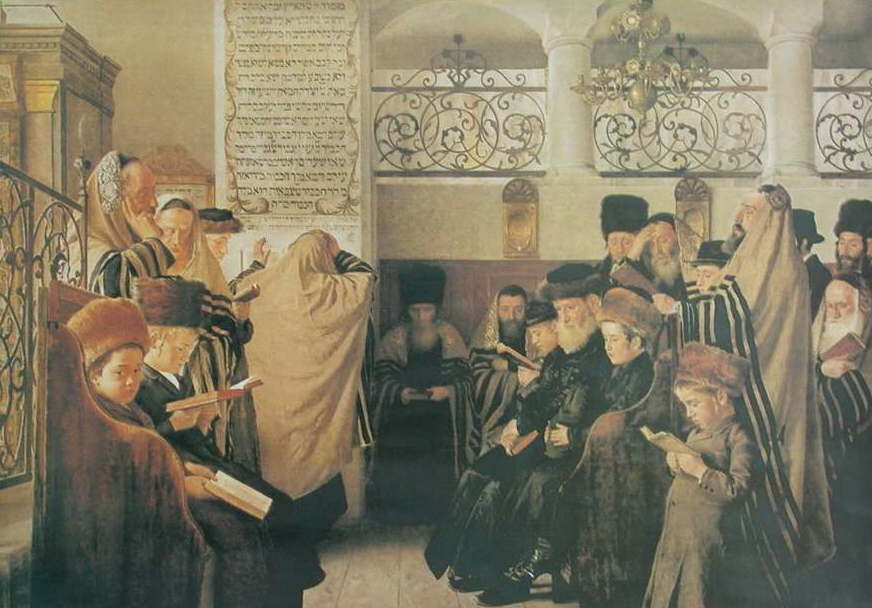
Židé modlící se v synagoze při svátku jom kipur

Judaismus vznikl jako kmenové náboženství hebrejských kmenů přibližně ve 2. tisíciletí př. n. l.[zdroj?] V současné době je jediným náboženstvím židovského národa. Podle náboženských zákonů ani podle zákonů světských není možné[zdroj?] být Židem (příslušníkem židovského národa) a zároveň být příslušníkem nějakého jiného náboženství než judaismu, pokud se pro toto jiné náboženství člověk svobodně rozhodne[zdroj?] (je ovšem možné být Židem „bez vyznání“).[zdroj?] Náboženský a národnostní fenomén je v židovství neodmyslitelně spjat. Judaismus je monoteistickým náboženstvím, tzn. že uctívá jediného Boha. Uctívání jiných bohů je zapovězeno, stejně jako uctívání soch, jiných předmětů či míst nebo přírodních úkazů. Judaismus odmítá dogmata a podobné „nezvratné pravdy“.[zdroj?] Po dlouhou dobu bylo jediným dogmatem to, že Tóra je Boží Zákon seslaný Bohem[zdroj?] a Izrael jej následuje,[zdroj?] aby dodržel podmínky smlouvy s Bohem uzavřené, totiž vyvolení výměnou za následování jediného, pravého Boha.

## Dějiny Židů

### Dějiny Židů ve starověku

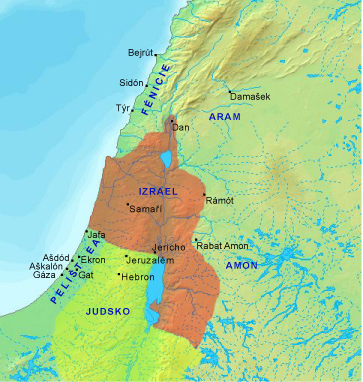
Království izraelské (červená) a judské (žlutá).

Starověké dějiny Izraele jsou vymezeny prvními zmínkami o izraelském národě ve 13. století př. n. l. a arabskou expanzí na počátku 7. století n. l. Podle Tóry pochází celý Izraelský národ z jednoho rodu patriarchů. Ti se přestěhovali do Egypta, kde se značně rozrostli. V Egyptě však byli zotročováni a utlačováni. Proto Izraelité z Egypta odešli, prošli pouští a vstoupili do Kanaánu, zabrali zemi a usadili se v ní. Podle biblického chápání se izraelský národ stejně jako jeho náboženství ustavuje především při putování pouští, při kterém od Boha dostává zákon a stává se Božím lidem. Můžeme-li datovat tyto události, podle údajů o městech Ramses a Pitom, na jejichž stavbě se Izraelité měli jako otroci podílet, lze hovořit o 13. století př. n. l.

#### Doba královská a rozdělená monarchie (1000–586 př. n. l.)
Podle biblických pramenů se z vlády soudců jednotlivých kmenů vyvinula monarchie. Na přelomu stála osoba Saula, který byl sice pomazán na krále, ale jeho činnost připomínala spíše soudce. Prvním skutečným králem byl David, po něm jeho syn Šalomoun. Jelikož bible neudává přesná data a mimobiblické prameny mlčí, datace těchto panovníků je jen přibližná. Davidovská říše (jak se označuje) zabírala nejen území Izraelských kmenů, ale všechno okolí. Byla spravována centrálně, hlavním městem byl Jeruzalém, který David dobyl na Jebusejcích. Během tohoto období byl v Jeruzalémě zbudován Šalomounův chrám.
Po Šalomounově smrti došlo k rozdělení davidovské říše. Rozpadl se i svazek severních izraelských kmenů a kmenů jižních (konkrétně Judy a Benjamína) – vzniklo tzv. severní království neboli Izrael a jižní království neboli Juda (Judské království, Judsko). Izraelské království zaniklo v roce 722, když jeho hlavní město Samaří (Šomron) dobyli Asyřané pod vedením Salmanassara V. Severní kmeny byly z velké části deportovány a usídleny mimo svou vlast, asimilovaly se s okolím a zanikly. V Judském (jižním) království (v Jeruzalémě) vládla i po rozdělení davidovská dynastie. Podle oficiálních pramenů přetrvala celou dobu až do zániku království v roce 587/6. Jeruzalém padl v roce 587 nebo 586 (datum nejisté i v babylonských pramenech). Velká část Židů byla v několika etapách odvedena do exilu v Babylonii.

#### Babylónská a perská nadvláda (586–323)
Období po pádu Jeruzaléma v roce 586 př. n. l. a deportaci židovských obyvatel z Judska do Babylonie se nazývá babylonské zajetí. Jeho trvání však nebylo dlouhé. V roce 539 př. n. l. obsadil perský král Kýros II. Babylon. Skončilo babylonské zajetí a Židé se mohli, pokud chtěli, vrátit zpět do vlasti. Zdaleka ne všichni této možnosti využili a tak vzniká první velká židovská diaspora v Mezopotámii. Jeruzalém i Chrám byl obnoven – do tohoto období spadá působení Ezdráše a Nehemjáše. Ezdráš s sebou měl přinést Persií schválený „zákon našeho Boha“ – někteří badatelé se domnívají, že se jednalo buď o konečnou nebo o jednu ze závěrečných verzí Tóry. Život židovské komunity se začínal zaměřovat na psaný a tradovaný zákon. V tomto období vznikají teologické a písemné základy židovského náboženství – judaismu. Od zajetí také bude pravidlem, že vždy bude větší část Židů žít mimo území Izraele.

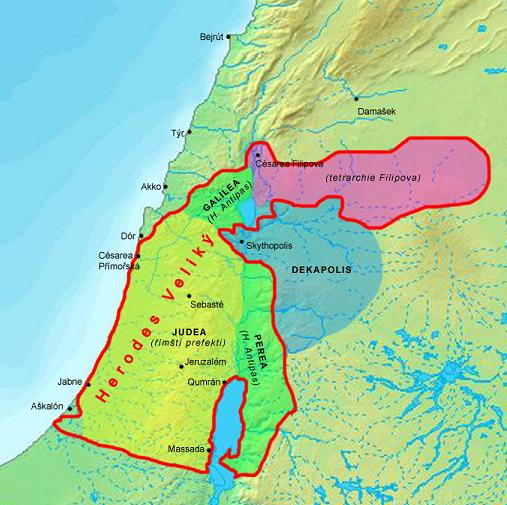
Izrael za Herodovců

#### Řecká (323–167), makabejská (167–163) a římská vláda (63–135)
Alexandr Makedonský roku 331 př. n. l. ovládl území Blízkého východu a Judsko přešlo pod vládu Řeků. Po jeho smrti (323 př. n. l.) byla říše rozdělena mezi diadochy a Judsko připadlo na egyptským Ptolemaiovcům. V této době vznikla a rozmohla se alexandrijská diasporní komunita, kde došlo i překladu Starého zákona do řečtiny (Septuaginta). V roce 198 př. n. l. dobyli po několika válkách Seleukovci Sýrii a Kanaán. Když Antiochos IV. Epifanés zakázal provádět základní rituály judaismu, povstalo venkovské obyvatelstvo a toto povstání nakonec přerostlo roku 167 př. n. l. v makabejské povstání. Makabejské války započala roku 167 př. n. l. rodina Makabejských, otec a jeho synové. Otec záhy zemřel a vedení se ujal Juda Makabejský. V roce 164 př. n. l. se podařilo Judovi ovládnout Jeruzalém a přilehlé oblasti a obnovit Chrámový kult. Boje pokračovaly za všech jeho nástupců-bratrů Jónatána a Šimona. Tyto války skončily založením vládnoucí královské dynastie Hasmonejců. Panování Hasmonejské dynastie bylo zmařeno vnitřními spory v samotné rodině. Když se bratři Aristobúlos II. a Hyrkanos II. nemohli shodnout na vedení země, zasáhli do sporu jak Pompeius, tak idumejský vládce Antipatros II. Pompeius nakonec přiřkl vládu Antipatrovi, čímž Hasmoneovská dynastie skončila svou vládu a jejich místo zaujali Herodovci.
Po Césarově vítězství zůstal Hyrkanos v Judsku veleknězem, ale prokurátorem Judska byl jmenován Idumejec Antipatros Idumejský. Po Antipatrově smrti zůstali v Judsku jeho dva synové, Fasael a Herodes. Marcus Antonius jim potvrdil jejich úřad etnarchy. V letech 40–37 se dostal díky parthské expanzi na trůn Hasmonejec Antigon, syn Aristobúla II. Herodes utekl do Říma, kde získal hodnost krále. Vrátil se v roce 37, porazil Antigona, dobyl Jeruzalém a stal se prakticky jediným vládcem v zemi. Po Herodově smrti (4 př. n. l.) nastoupil na jeruzalémský trůn jeho syn Archelaos, byl však krátce na to (6 n. l.) Římany sesazen a Judsko přešlo pod přímou správu Říma. Judsko bylo spravováno římskými prefekty (6–41) a prokurátory (44–68). Od roku 41 do roku 44 vládl v Judsku Herodes Agrippa I. Po jeho smrti Judsko opět přechází do přímé správy Říma a spravují je prokurátoři.

#### Židovská povstání

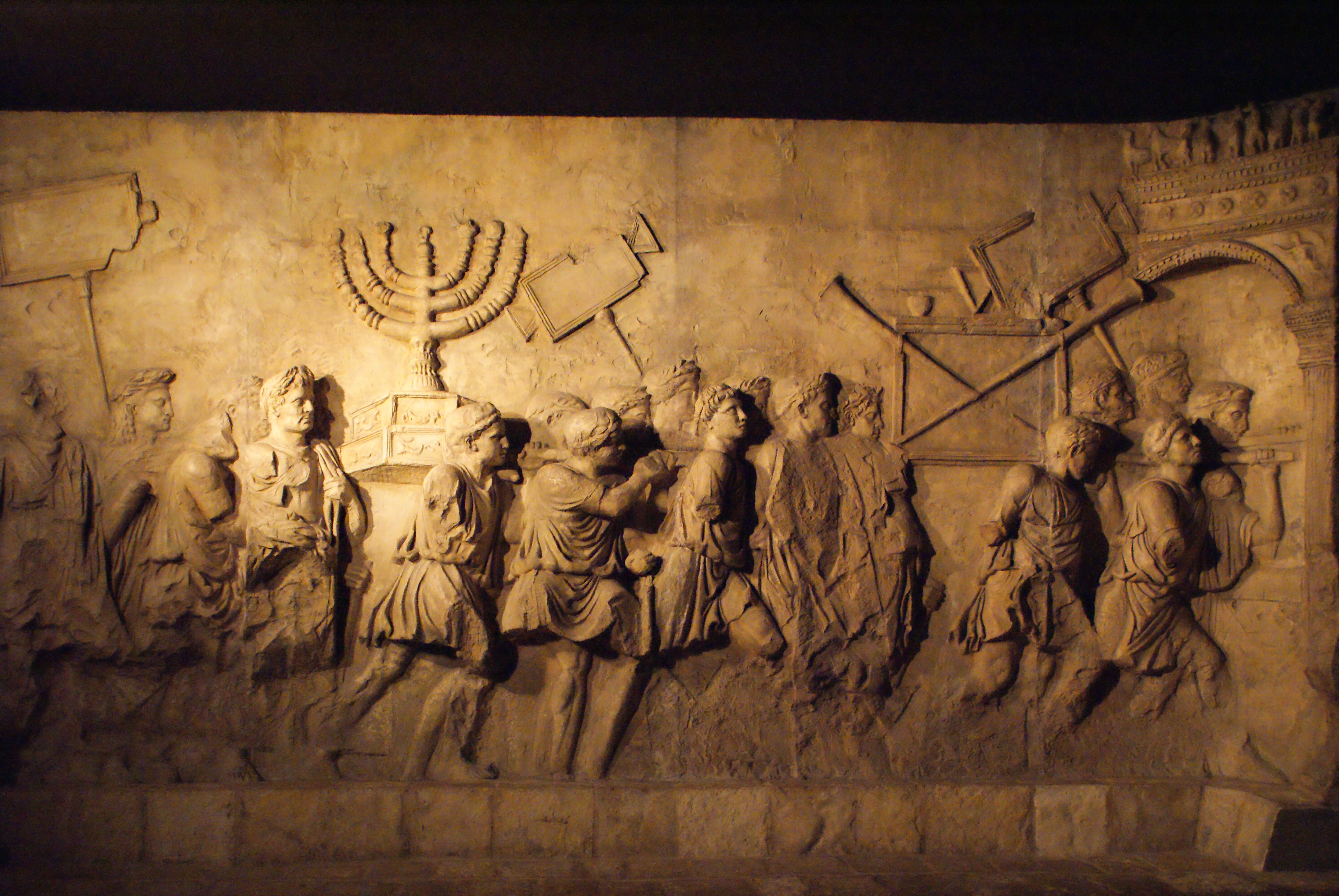
Římští vojáci nesou menoru po zničení Jeruzaléma

Za prokurátora Gessia Flora přerostla všeobecná nespokojenost v celonárodní židovské povstání. Počáteční úspěch byl zastaven postupem Vespasiana. Když byl Vespasianus zvolen císařem (69), převzal velení vojsk jeho syn Titus. Titovi se podařilo v roce 70 dobýt Jeruzalém a v roce 73 zlomit poslední odpor Židů v pevnosti Masada. O několik desetiletí později, v letech 132–135, došlo k dalšímu povstání, které vedl Šim'on bar Kochba. I toto povstání však bylo rozdrceno, Židé byli vyhnáni z Jeruzaléma, z něhož bylo učiněno nové město, Aelia Capitolina a provincie přejmenována z Judska na Palestinu, aby byla vyhlazena jakákoli památka na neustále se bouřící Židy. Po Druhé židovské válce se těžiště židovského života přesunulo do Galileje, kde se židovský život začal znovu obnovovat.

### Židé v diaspoře
Ve 3. století mnoho židů během krize Římské říše zemi opustilo. Jejich cílem byla především Babylónie, která nebyla pod nadvládou Říma a navíc zde již od dob babylónského zajetí sídlila silná a početná židovská komunita. Po povolení křesťanství a jeho přijetí za státní náboženství se vztah římské a později byzantské říše k Židům zhoršoval. Židé proto přivítali, když roku 614 získala oblast Persie, avšak Jeruzalém byl roku 629 dobyt zpět. Roku 638 byla oblast podmaněna Araby a situace v oblasti se na dlouhou dobu zcela změnila. Židé získali podobně jako křesťané status Dhimmi – tj. lidí druhého řádu – mohli svobodně vyznávat své náboženství, ale nesměli jej šířit ani nosit zbraně a museli platit zvláštní daň. Tolerance muslimů byla závislá na toleranci konkrétního panovníka.

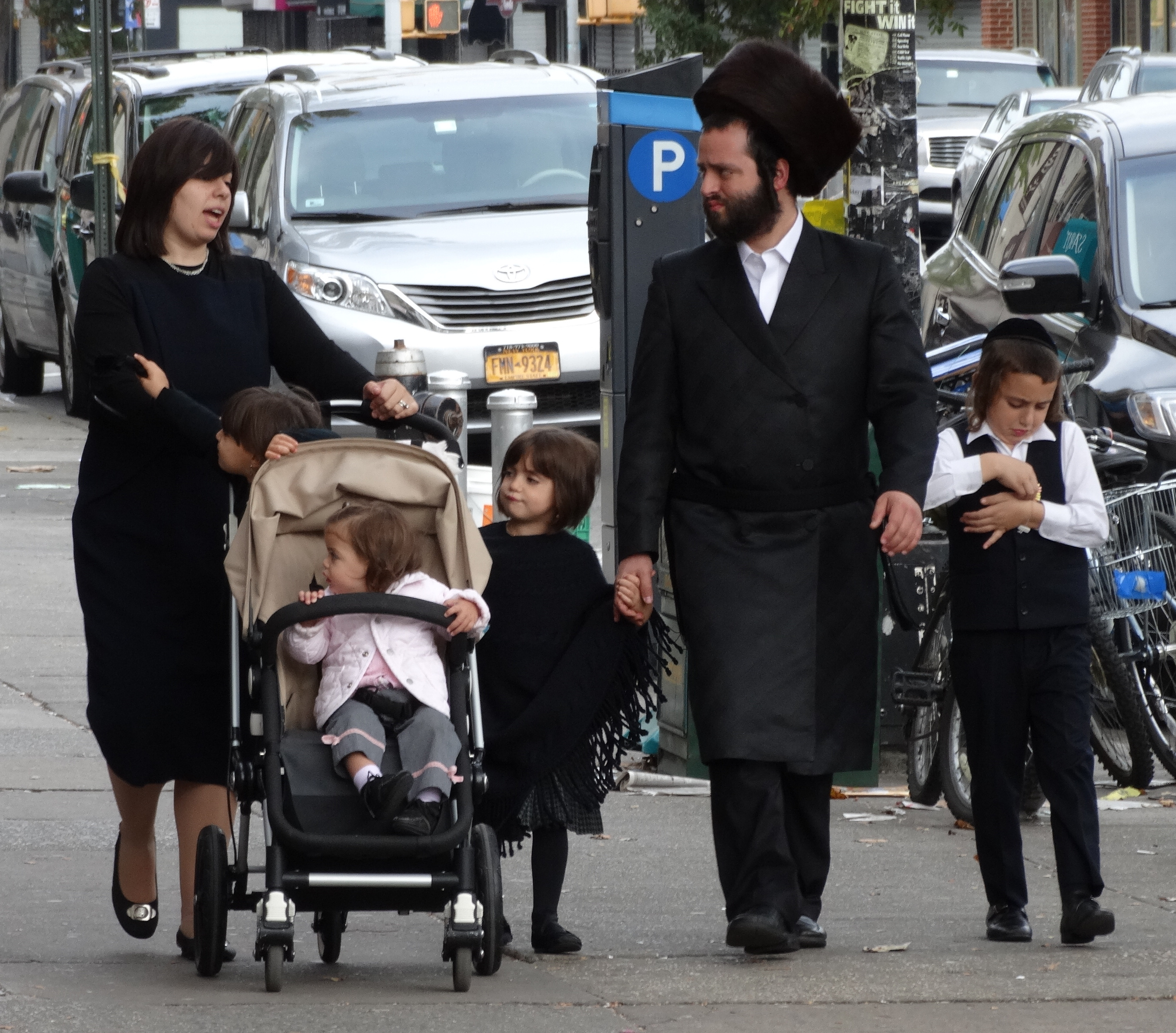
Chasidé v New Yorku, který je domovem okolo 1,5 milionů Židů

Vzhledem k roztroušení (diaspory) Židů po světě přestalo být určujícím faktorem obývané území a postupně se vytratil i původní společný jazyk. Náboženství a kulturní tradice zůstaly.
Protože během středověku žili Židé mnohdy v ghettech a přinejmenším teoreticky se nemísili s nežidovským obyvatelstvem, lze tak nadále mluvit o národu, je-li chápán jako společenství odvozované od společného předka. Existuje však množství náhledů na tuto otázku; realitě snad bližší je výklad židovství jako druhu kulturního či diskursivního společenství (Eliyahu).
Ve středověku i raném novověku se Židé v Evropě stávali terčem pogromů a katolické inkvizice. Během 18. a 19. století se židé stále více začali považovat za příslušníky národů, v jejichž zemích žili. V těchto případech již označení žid zůstalo vyjádřením náboženské příslušnosti.
Od roku 1948 existuje na části území bývalé Mandátní Palestiny stát Izrael, v němž Židé opět tvoří majoritní skupinu a hovoří moderní hebrejštinou (ivrit). Nejpočetnějším náboženstvím země je judaismus, většina obyvatel Izraele se však považuje za sekulární. Do země se postupně vystěhovalo mnoho židů, poslední velkou vlnou byli sovětští židé v roce 1990.

## Genetická onemocnění
Je známo, že v rámci určitých skupin židovské populace se vyskytují některé genetické choroby nadprůměrně často. Příčina tohoto jevu není jasná, ale vliv mohl mít genetický drift způsobený inbreedingem v izolovaných židovských populacích. Například Aškenázové trpí často Riley-Dayovým syndromem, Tay-Sachsovou chorobou, Gaucherovou chorobou, Niemann-Pickovým syndromem, také v hojné míře cukrovkou, pentosurií, dystonií a kolorektálním karcinomem. Mezi Sefardskými židy se ve zvýšené míře vyskytuje familiární středomořská horečka (FMF), naopak Tay-Sachsova choroba u nich nepředstavuje tak vysoké riziko. Mezi orientálními židy perského původu je zvýšená incidence hypoaldosteronismu a Dubin-Johnsonova syndromu, mezi libyjskými židy je zvýšené riziko propuknutí Creutzfeldtovy–Jakobovy choroby. Existuje organizace Dor ješorim, která poskytuje židovským komunitám screening před těmito a dalšími genetickými chorobami.

## Věda
Židovská kultura má mimořádnou tradici vzdělanosti a vědy. K židovskému národu (bez ohledu na to, jak se k tomuto pojmu vztahovali oni) můžeme počítat mnoho z nejslavnějších vědců světa, zvláště v oblasti fyziky (Albert Einstein, John von Neumann, Max Born, Wolfgang Pauli, Robert Oppenheimer, Lev Landau, Otto Stern, Gabriel Lippmann, James Franck, Albert Abraham Michelson, Lise Meitnerová, Rosalind Franklinová, Hans Bethe, Dennis Gabor, Vitalij Lazarevič Ginzburg, Edward Teller), ale i chemie (Fritz Haber, Henri Moissan, Ilja Prigogine), biologie (Jonas Salk, Rita Leviová-Montalciniová, Ilja Iljič Mečnikov, Paul Ehrlich, Gerty Coriová), matematiky (Georg Cantor, Pál Erdős, Carl Gustav Jacob Jacobi, Benoit Mandelbrot, Hermann Minkowski, Grigorij Perelman, Norbert Wiener), astronomie (Carl Sagan, Saul Perlmutter), informatiky (Marvin Minsky), psychologie (Sigmund Freud, Abraham Maslow, Alfred Adler, Erich Fromm, Viktor Frankl), ekonomie (Milton Friedman, Paul Samuelson, David Ricardo, Paul Krugman, Joseph Stiglitz, Ludwig von Mises), sociologie (Émile Durkheim, Karl Marx, Herbert Marcuse, Theodor W. Adorno, Judith Butlerová, Zygmunt Bauman), antropologie (Claude Lévi-Strauss), teologie (Maimonides), filozofie (Filón Alexandrijský, Baruch Spinoza, Ludwig Wittgenstein, Henri Bergson, Karl Popper, Jacques Derrida, Edmund Husserl, Thomas Kuhn, Martin Buber, Emmanuel Levinas), kulturologie (Walter Benjamin, Ernst Gombrich), politologie (Hannah Arendtová, Raymond Aron), lingvistiky (Edward Sapir, Roman Jakobson, Noam Chomsky, Ludvík Lazar Zamenhof), historiografie (Flavius Iosephus, Eric Hobsbawm, Isaiah Berlin). Uvádí se, že přestože Židé tvoří jen 0,2% světové populace, tvoří dvacetiprocentní podíl mezi laureáty Nobelových cen, ve vědeckých kategoriích, a zvláště fyzice, je to ještě více.